# 格雷姆·麥克道維爾
格雷姆·麥克道維爾（Graeme McDowell, 1979年7月30日—）是一位北愛爾蘭職業高爾夫球選手。參加PGA歐洲巡迴賽賽事。目前，他已經累積獲得了4個冠軍頭銜。他也是2008年萊德盃歐洲隊的隊員之一。

## 外部連結
- 官方網站 （页面存档备份，存于）
- PGA歐洲巡迴賽網站 （页面存档备份，存于）